# Matt Costello
Matthew Tyler „Matt” Costello (ur. 5 sierpnia 1993 w Linwood) – amerykański koszykarz, występujący na pozycji silnego skrzydłowego, aktualnie zawodnik Sidigas Avellino.
Kilkukrotnie wybierano go najlepszym zawodnikiem szkół średnich stanu Michigan (Michigan Mr. Basketball - 2012, Michigan Gatorade Player of the Year - 2011, 2012). W 2012 został też zaliczony do I składu Parade All-American.
2 sierpnia 2018 został zawodnikiem włoskiego Sidigas Avellino.

## Osiągnięcia
Stan na 20 kwietnia 2018, na podstawie, o ile nie zaznaczono inaczej.
NCAA
- Uczestnik:
  - NCAA Final Four (2015)
  - rozgrywek Elite 8 turnieju NCAA (2014, 2015)
  - rozgrywek Sweet 16 turnieju NCAA (2013–2015)
  - turnieju:
    - NCAA (2013–2016)
    - Portsmouth Invitational (2016)
- Mistrz turnieju Big 10 (2014, 2016)
- Zaliczony do III składu Big 10 (2016)
- Lider Big 10 w liczbie zbiórek[4]:
  - 288 – 2016
  - w ataku (102 – 2016)

Drużynowe
- Mistrz G-League (2018)[5]